# Power County
Power County är ett administrativt område i delstaten Idaho, USA, med 7 817 invånare (2010). Den administrativa huvudorten (county seat) är American Falls. 

## Geografi
Enligt United States Census Bureau har countyt en total area på 3 736 km². 3 640 km² av den arean är land och 96 km² är vatten.

### Angränsande countyn
- Bannock County - öst
- Oneida County - syd
- Bingham County - nord
- Blaine County - nord, väst
- Cassia County - sydväst